# Friedrich Magnus von Schlieffen

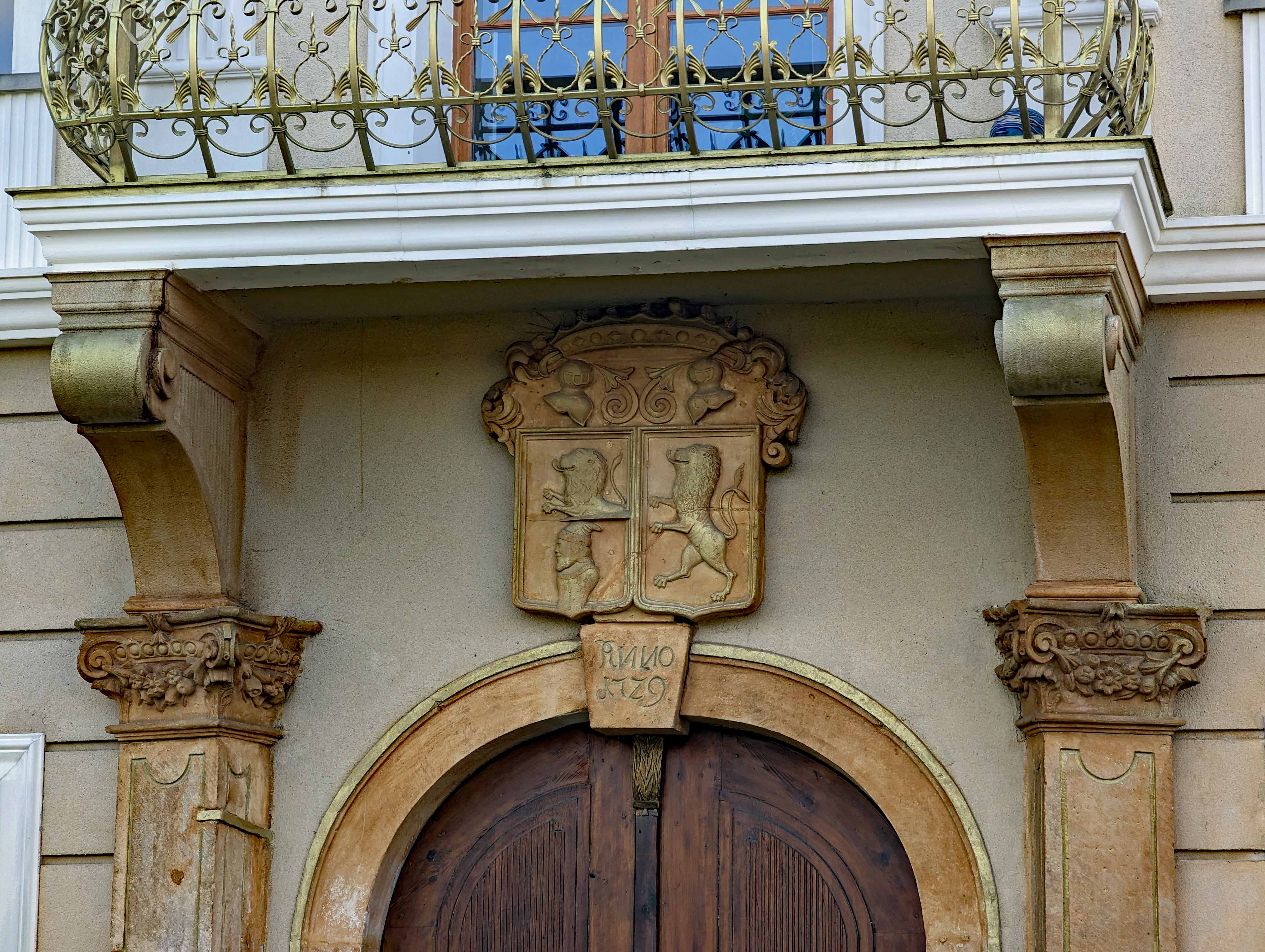
Schlieffen-Wappen mit dem Schliefen-Männchen am Schloss in Groß Krauschen (das Schloss wurde 1729 erbaut und 1872 von Friedrich Magnus von Schlieffen gekauft und umgebaut)

Friedrich Magnus Graf von Schlieffen (* 8. April 1796 in Königsberg; † 2. Dezember 1864 in Groß Krauschen) war ein preußischer Major, Rittergutsbesitzer, Landtagsabgeordneter und Vater von Alfred von Schlieffen.

## Leben

### Herkunft und Familie
Friedrich war Sohn des Grafen Karl Friedrich von Schlieffen (gest. 1840) und dessen Ehefrau Philippine, geb. von Natzmer. Er heiratete am 8. Oktober 1828 Auguste, geb. von Schönberg (* 1808; gest. 1890), Tochter des Oberpräsidenten Moritz Haubold von Schönberg, und bekam mit ihr sieben Kinder, darunter Louise (* 1829), der spätere General der Kavallerie Theodor (* 1831), der spätere Feldmarschall Alfred (1833–1913), Maria (* 1834), der spätere Generalleutnant Arthur (1844–1914) und Heinrich (1848–1870).

### Karriere
Seit mindestens 1821 wirkte von Schlieffen im Range eines Hauptmanns als Adjutant des preußischen Prinzen Albrecht. Bis dahin wurde ihm auch das Eiserne Kreuz II. Klasse verliehen. In dieser Position diente er bis 1831, wonach er dem 2. Garde-Regiment zu Fuß zugeordnet wurde. Am 10. April 1830 wurde ihm von Zar Nikolaus von Russland der Orden des Heiligen Wladimir IV. Klasse verliehen. Am 13. April 1835 erhielt von Schlieffen das Patent zum Major. Am 18. November 1835 wurde er mit dem Orden vom niederländischen Löwen durch den König der Niederlande ausgezeichnet. Am 20. März 1837 schied er aus der preußischen Armee aus. 1849 wurde er zum Abgeordneten der ersten Kammer des preußischen Landtags für die Bezirke Bunzlau-Goldberg-Haynau-Löwenberg gewählt. Mit Ludwig von Gerlach wechselte er ab 1852 in die zweite Kammer. 1855 beendete er seine Abgeordnetentätigkeit. Im Landtag gehörte er der Fraktion Stahl unter Friedrich Julius Stahl an.
Am 10. April 1852 erwarb von Schlieffen das Rittergut Groß Krauschen in Niederschlesien für 48.000 Thaler, wo er bis zu seinem Tod lebte. 1854 wurde von Schlieffen zum Ehrenritter des Johanniterorden ernannt.